# Mosquée Ar-Rahman de Pyongyang
La mosquée Ar-Rahman est une mosquée située à Pyongyang, en Corée du Nord, sur le terrain de l'ambassade d'Iran. Elle est considérée comme la première et la seule mosquée du pays. Il a été signalé que des membres du personnel de l'ambassade d'autres pays islamiques en Corée du Nord, y compris des sunnites d'Indonésie, se rendaient à la mosquée pour y prier, et que la mosquée organisait des prières du vendredi auxquelles participaient des membres du personnel de l'ambassade musulmane de divers pays.
Bien que d’autres pays à majorité islamique, dont l'Égypte, la Palestine et la Syrie, disposent d’ambassades en Corée du Nord, aucune de ces ambassades n’est connue pour avoir de mosquée dans ses locaux. Ce manque de mosquées en Corée du Nord est attribué aux politiques religieuses de l'État, et distingue la Corée du Nord comme l'un des seuls pays à posséder une mosquée chiite et aucune mosquée sunnite, avec l'Arménie, qui n'a également qu'une seule mosquée : la Mosquée bleue d'Erevan.